# Blaugräser
Die Blaugräser (Sesleria) sind eine Pflanzengattung in der Familie der Süßgräser (Poaceae). Die etwa 27 Arten sind hauptsächlich in Europa verbreitet.

## Beschreibung

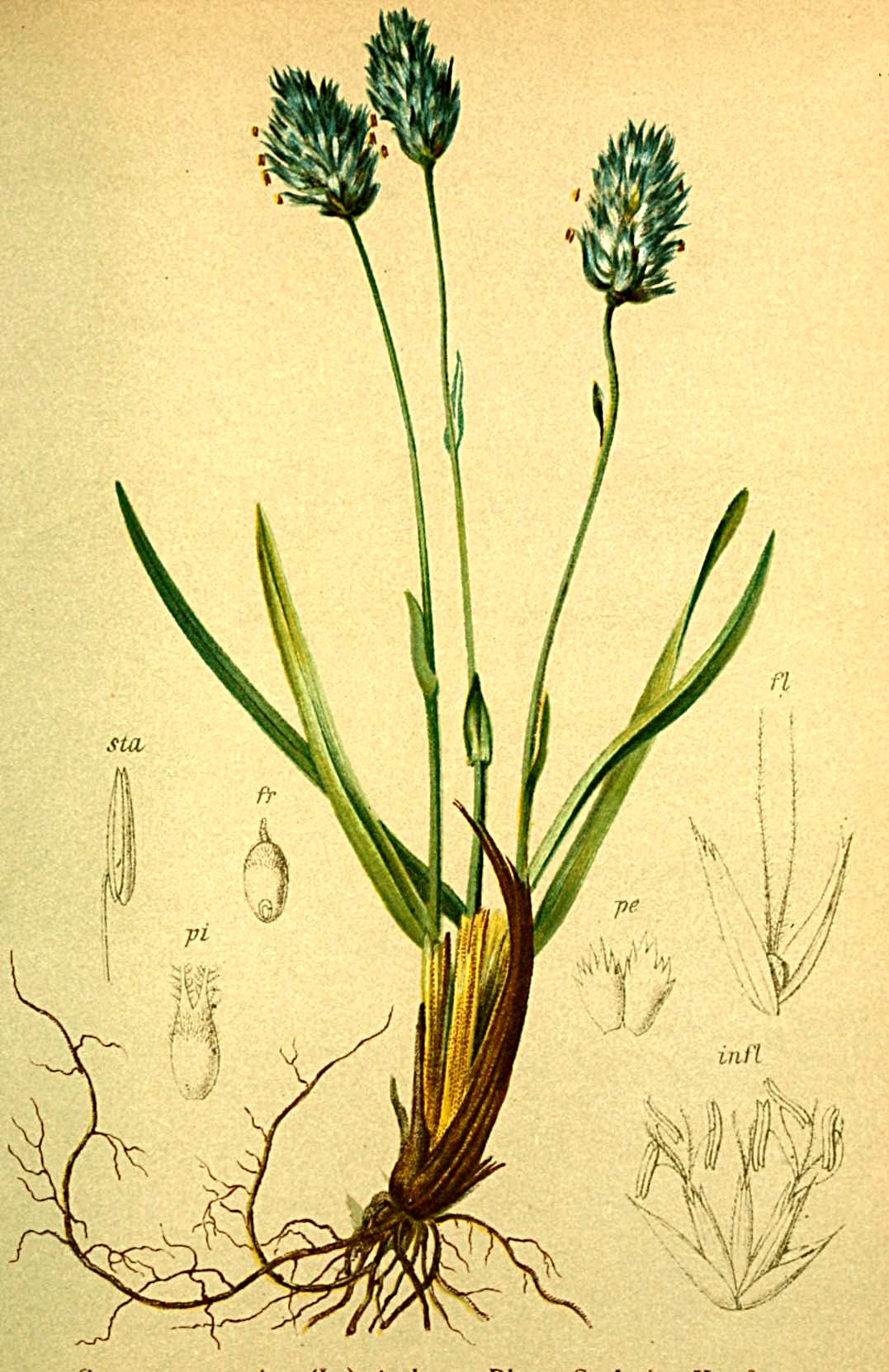
Illustration aus Atlas der Alpenflora des Kalk-Blaugras (Sesleria caerulea)

### Vegetative Merkmale
Die Blaugras-Arten sind horst- oder rasenbildende, ausdauernde krautige Pflanzen. Sie bilden zahlreiche nichtblühende Triebe, die innerhalb der untersten Blattscheiden (intravaginal) hochwachsen. Die selbstständig aufrecht stehenden Halme sind unverzweigt.
Die wechselständig angeordneten Laubblätter sind in Blattstiel und -spreite gegliedert. Die Blattscheiden sind bis oben geschlossen, die untersten bleiben oft lang bestehen. Das Blatthäutchen ist ein häutiger Saum von bis zu 1 Millimeter Länge, der am oberen Rand bewimpert ist. Die einfachen Blattspreiten sind ausgebreitet oder gefaltet, und steif.

### Generative Merkmale
Die ährenrispigen Blütenstand sind rundlich-eiförmig bis walzlich und dicht zusammengezogen, von schiefergrauer, bläulicher oder weißlicher Farbe. Die Seitenäste an der Basis haben keine bis zwei große, rundlich-eiförmige oder schuppenförmige Tragblätter. Die Ährchen enthalten zwei bis fünf Blüten und sind seitlich zusammengedrückt. Alle Blüten sind zwittrig und fallen zur Reife einzeln aus den Hüllspelzen. Diese sind annähernd gleichartig, haben ein, selten bis drei Nerven, sind kürzer als das Ährchen, meist grannenspitzig, gekielt und dünnhäutig. Die Deckspelzen sind fünf- (selten bis sieben-)nervig, haben ein, drei oder fünf grannige Spitzen, sind gekielt, häutig und tragen am Rand und den Nerven Haare. Die Vorspelzen sind dünnhäutig und ungefähr gleich lang wie die Deckpelzen. Der Fruchtknoten ist oberseits meist kurz behaart. Die zwei Griffel sind im unteren Bereich verwachsen. Die Narben sind fadenförmig und treten an der Spitze des Blütchen hervor.
Die Karyopsen sind ellipsoid und am oberen Ende behaart. Der Embryo ist ein Viertel bis ein Drittel so lang wie die Frucht. Der Nabel ist rund und gleich lang wie der Embryo.

## Systematik und Verbreitung
Die Gattung Sesleria wurde 1760 durch Giovanni Antonio Scopoli in Flora Carniolica Exhibens Plantas Carniolae Indigenas et Distributas ... Seite 189 aufgestellt. Der Gattungsname Sesleria ehrt den italienischen Arzt und Botaniker Lionardo Sesler.
Die Gattung Sesleria gehört zur Tribus Poeae in die Unterfamilie Pooideae innerhalb der Familie Poaceae.
Die Gattung Sesleria umfasst je nach Autor etwa 26 Arten. Dies gilt für den Fall, dass die manchmal als eigenständige Gattungen aufgefassten Sesleriella und Psilathera inkludiert sind. Die Nomenklatur ist in verschiedenen Florenwerken nicht einheitlich. Derselbe Namen wird teilweise für unterschiedliche Arten gebraucht.

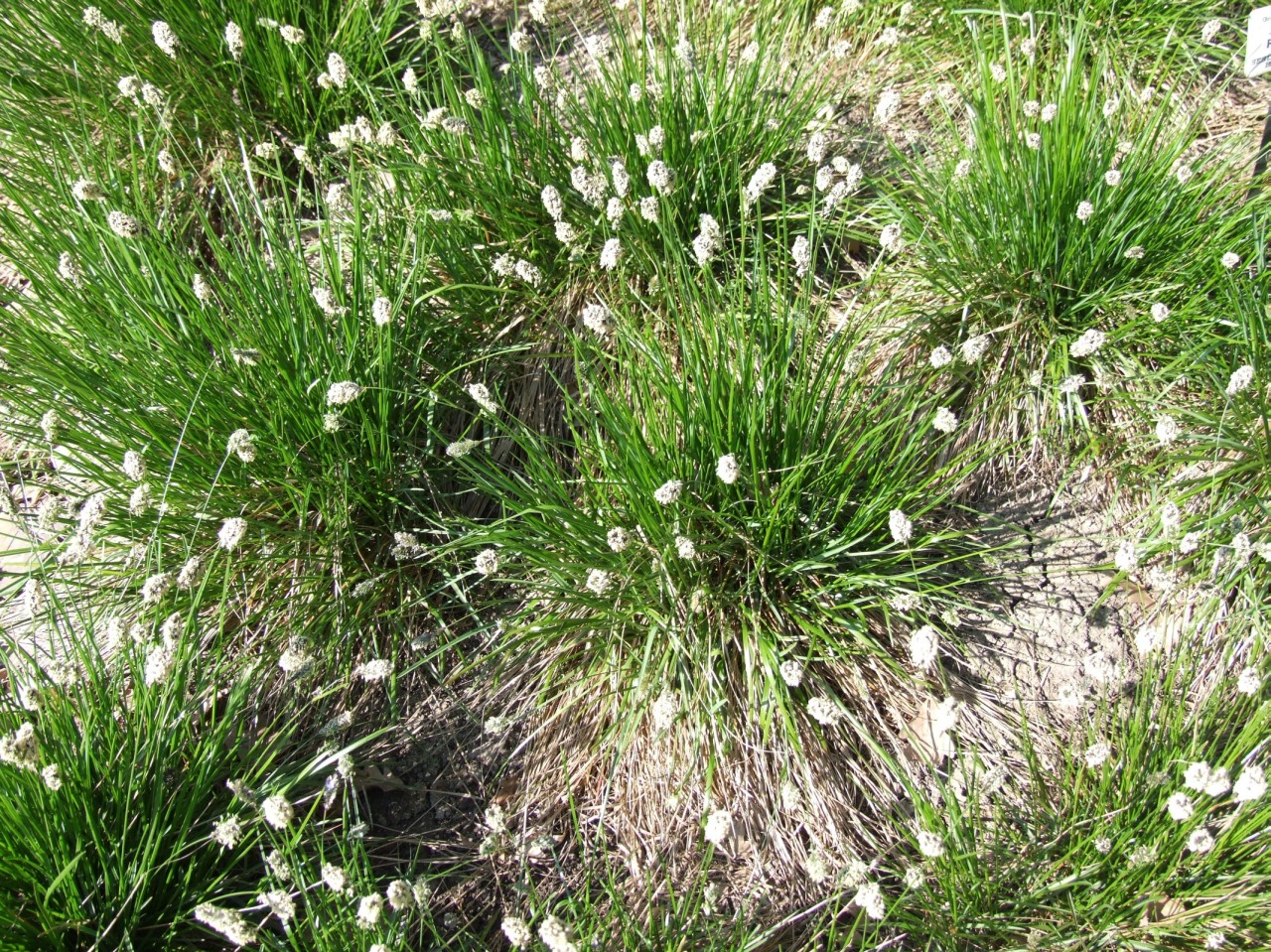
Grünes Kopfgras (Sesleria heufleriana)

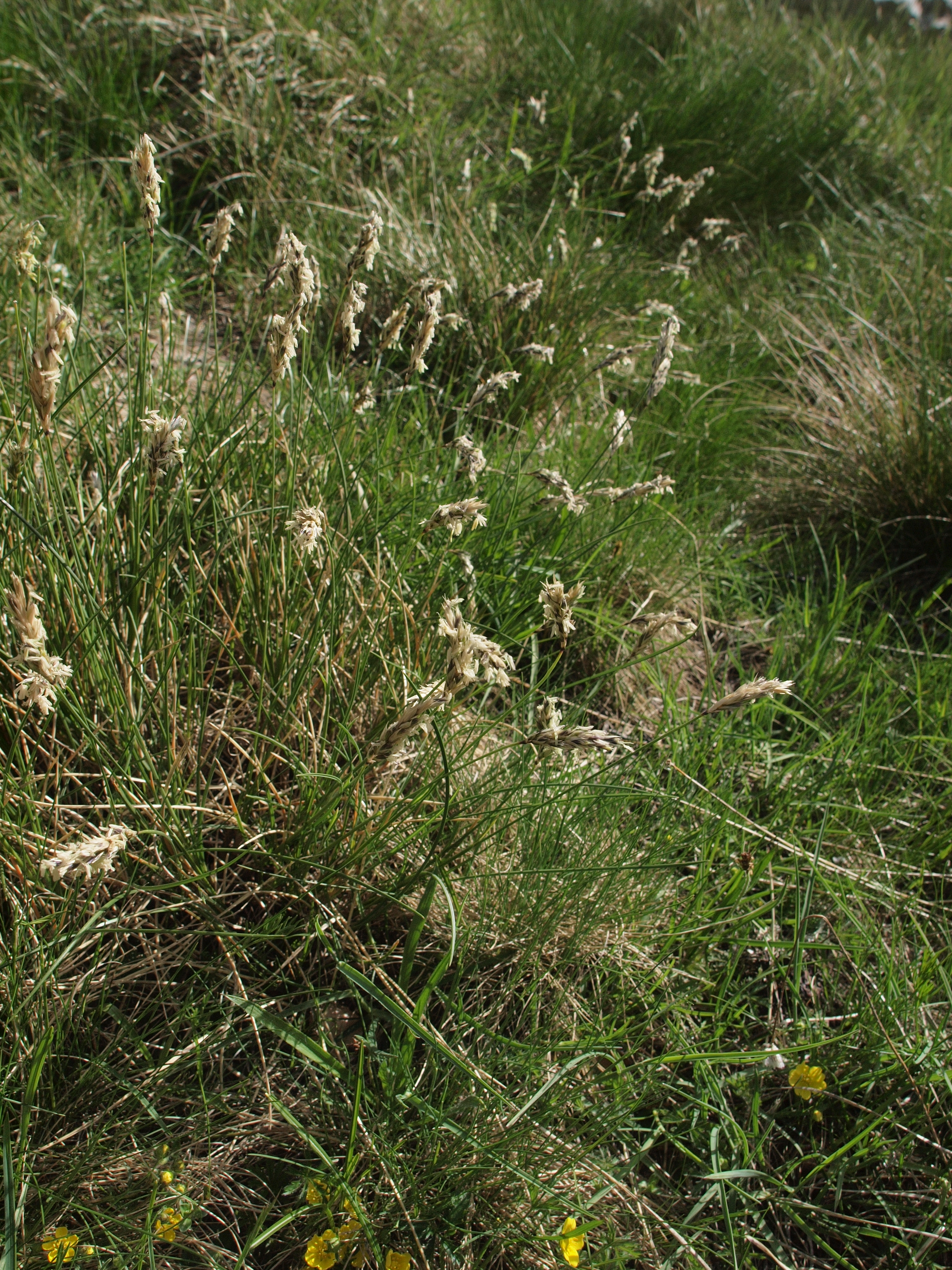
Sesleria juncifolia

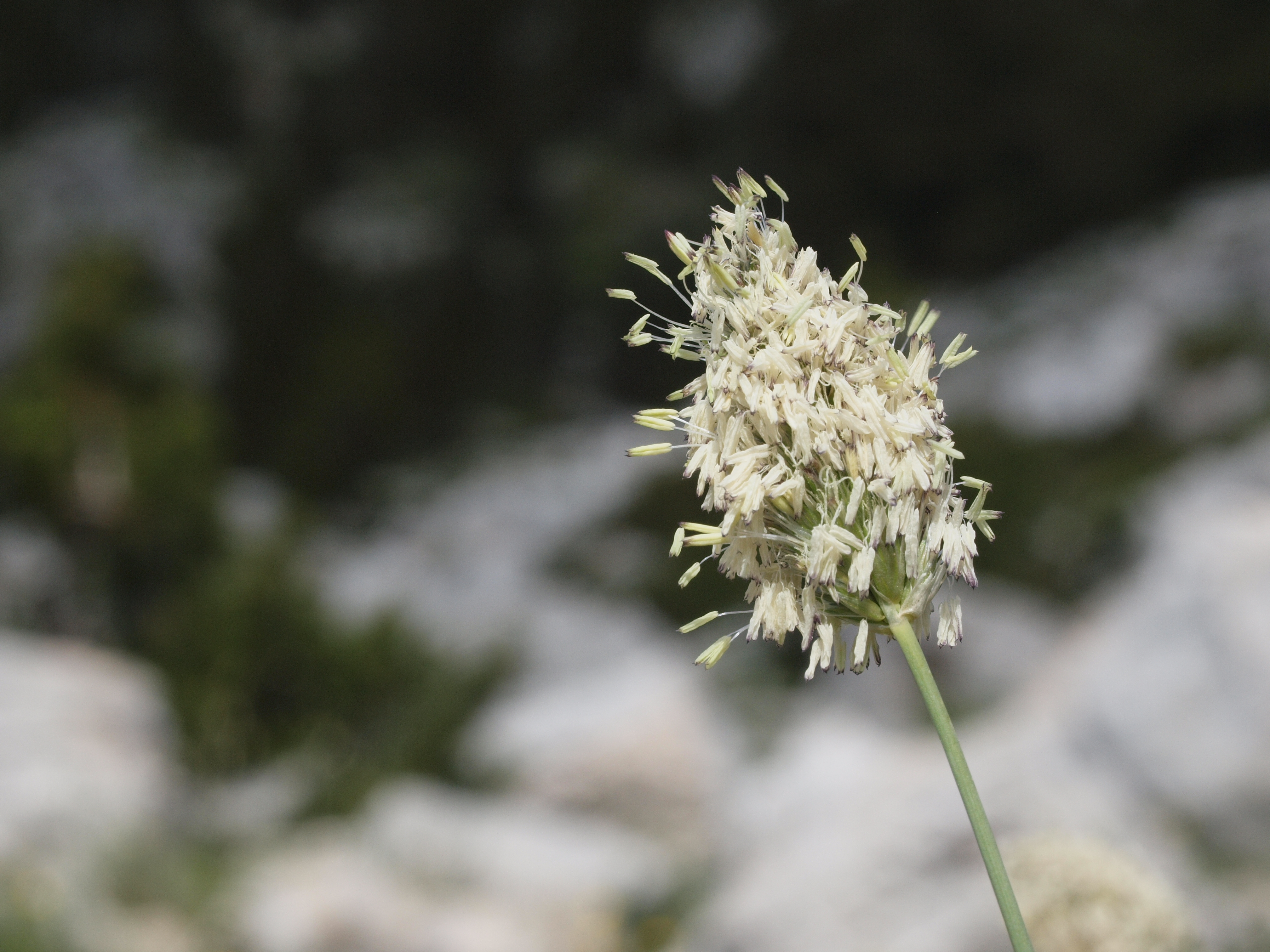
Sesleria robusta

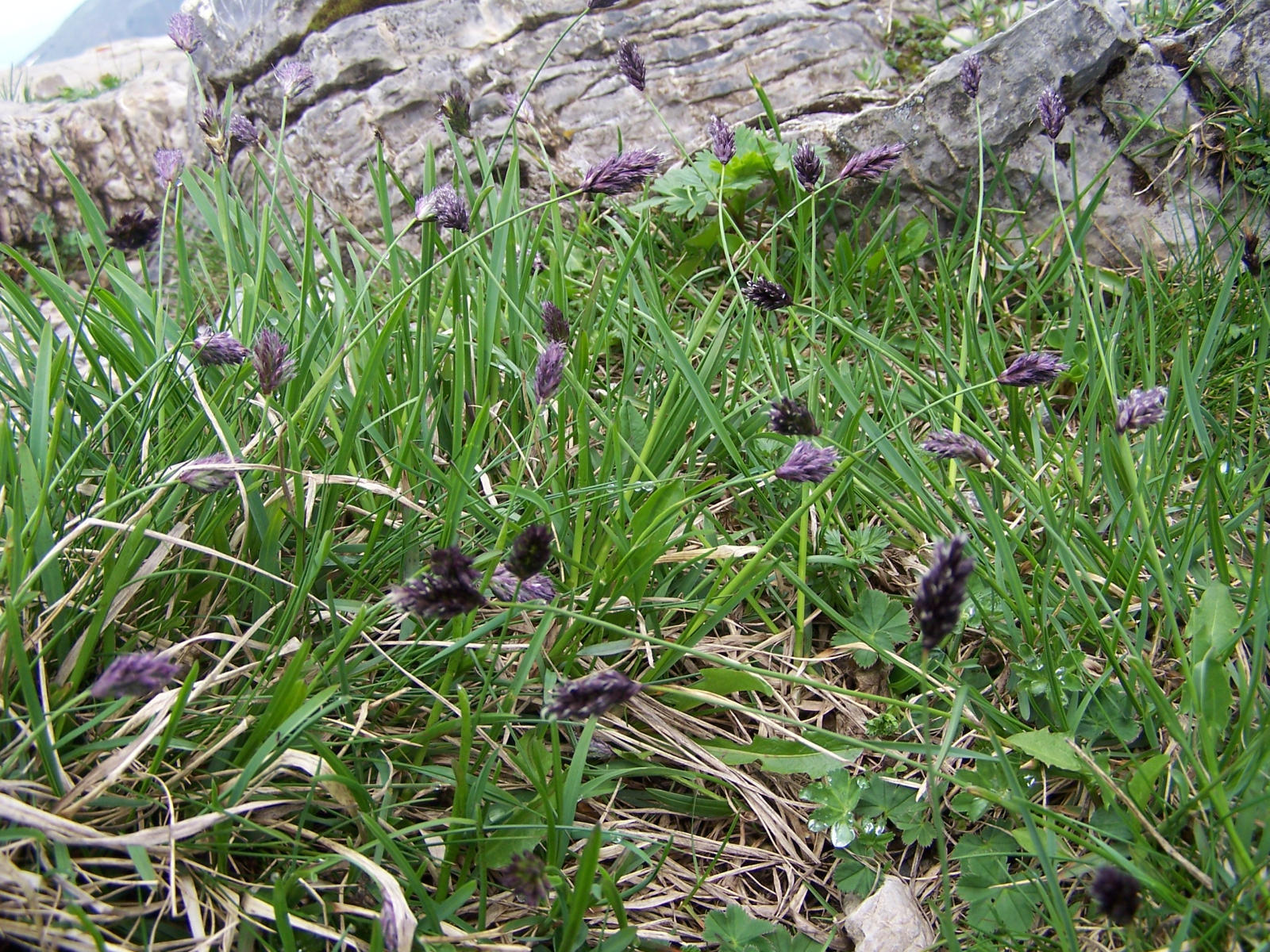
Ungarisches Blaugras (Sesleria sadleriana)

Die meisten Sesleria-Arten sind auf Europa beschränkt, eine kommt auch in Afrika vor und fünf in Asien vor. Der Schwerpunkt der Arten ist die Balkanhalbinsel. Die Gattung Sesleria mit einem globalen Verbreitungsschwerpunkt in der illyrisch-balkanischen Florenregion,
In Mitteleuropa kommen Kalk-Blaugras (Sesleria caerulea (L.) Ard.), Moor-Blaugras (Sesleria uliginosa), Zwerg-Blaugras oder Eiförmiges Blaugras (Sesleria ovata (Hoppe) A. Kern.), Ungarisches Blaugras oder Pannonien-Blaugras bzw. Pannonisches Blaugras (Sesleria sadlerana Janka) und Kugelkopf-Blaugras (Sesleria sphaerocephala Ard.) vor.
Es gibt 26 bis 28 Arten (Stand 2016):
- Sesleria achtarovii Deyl[10] (Syn.: Sesleria rigida subsp. achtarovii (Deyl) Deyl): Sie kommt nur im südöstlichen Bulgarien und im nördlich-zentralen bis nordöstlichen Griechenland sowie auf Inseln der nördlichen Ägäis[11] vor.[9]
- Sesleria alba Sm. (Syn.: Sesleria anatolica Deyl, Sesleria anatolica var. peyronii Deyl, Sesleria anatolica var. rossica Deyl, Sesleria anatolica var. voronovii Deyl, Sesleria autumnalis subsp. anatolica (Deyl) Tzvelev, Sesleria autumnalis var. voronovii (Deyl) Tzvelev, Sesleria alba subsp. voronovii (Deyl) Tzvelev, Sesleria pontica Deyl): Sie kommt von Bulgarien über das nördliche bis nordöstliche Griechenland, auf Inseln der Ägäis[11] bis zum Libanon, auf der Krim und im Kaukasusraum vor.[9] Der Umfang dieser Art wird kontrovers diskutiert.[11]
- Sesleria araratica Kit Tan: Sie kommt von der Türkei bis Transkaukasien vor.[9]
- Silber-Blaugras[12] (Sesleria argentea (Savi) Savi): Sie kommt in Spanien, Frankreich sowie Italien vor.[9]
- Herbst-Blaugras (Sesleria autumnalis (Scop.) F.W.Schultz): Sie kommt in Italien, Slowenien, Kroatien, Bosnien, Montenegro sowie Albanien[9] und im nördlichen Griechenland[11] vor.
- Sesleria bielzii Schur: Sie kommt von Südosteuropa bis zur Ukraine vor.[9]
- Kalk-Blaugras[12] (Sesleria caerulea (L.) Ard., Syn.: Sesleria albicans Kit. ex Schult. und Sesleria varia (Jacq.) Wettst.[3][7]): Sie ist in West- und Mitteleuropa, auch Island, Polen, Tschechien, Slowakei, Ungarn, Slowenien, im nördlichen Italien, Frankreich sowie Spanien verbreitet.
- Sesleria calabrica (Deyl) Di Pietro: Dieser Endemit kommt nur im südlichen Italien vor.[9]
- Sesleria coerulans Friv.: Sie kommt von Südosteuropa, nördlich-zentralen bis nordöstlichen Griechenland[11] bis zur Ukraine vor.[9]
- Sesleria comosa Velen.: Sie kommt nur auf der westlichen bis nördlichen Balkanhalbinsel vor.[9]
- Sesleria doerfleri Hayek: Dieser Endemit kommt nur auf Kreta vor.[11][9] Diese Art gehört zum Sesleria robusta Komplex.[13]
- Sesleria filifolia Hoppe: Die Heimat ist Serbien, Bulgarien und Rumänien.[9]
- Grünes Kopfgras (Sesleria heufleriana Schur): Es kommt in der Slowakei, in Ungarn, Rumänien sowie im westlichen Russland vor.
- Sesleria insularis Sommier: Sie kommt in Italien, auf Sardinien, Korsika, auf den Balearen und auf der Balkanhalbinsel vor.
- Sesleria juncifolia Suffren (Syn.: Sesleria tenuifolia Schrad.): Sie ist amphi-adriatisch verbreitet und kommt im zentralen Apennin und von der westlichen Balkanhalbinsel bis ins südliche Albanien vor.[14]
- Sesleria korabensis (Kümmerle & Jáv.) Deyl: Die Heimat ist die Balkanhalbinsel.[9]
- Sesleria latifolia (Adamović) Degen: Sie kommt nur auf der östlichen Balkanhalbinsel (im östlichen Serbien sowie westlichen Bulgarien)[9] und auf dem Peloponnes[11] vor.
- Sesleria nitida Ten.: Sie gedeiht nur in Gebirgen Italiens und Siziliens.
- Sesleria phleoides Steven ex Roem. & Schult.: Sie kommt von der Türkei bis zum Iran vor.[9]
- Sesleria pichiana Foggi, Rossi & Pignotti: Dieser Endemit kommt in Italien nur in der Emilia-Romagna vor.[13]
- Sesleria rhodopaea Tashev & Dimitrov: Dieser Endemit gedeiht nur in den zentralen Rhodopen in Bulgarien. Sie ist mit Sesleria latifolia nächst verwandt.[13]
- Sesleria rigida Heuff. ex Rchb.: Sie gedeiht nur im Gebirge der Balkanhalbinsel, Rumänien.
- Sesleria robusta Schott, Nyman & Kotschy: Sie gedeiht nur in den maritimen bis subkontinentalen Dinariden zwischen dem Biokovo und der Rumija planina in Kroatien, Bosnien und Herzegowina sowie Montenegro[9][13] und auf dem griechischen Festland sowie Peloponnes.[11]
- Ungarisches Blaugras oder Pannonien-Blaugras bzw. Pannonisches Blaugras (Sesleria sadlerana Janka):[12] Sie kommt in 2 Unterarten in Österreich, Slowenien, Kroatien, Italien, Ungarn, in der Slowakei sowie Polen vor.[7]
- Sesleria serbica (Adamovic) Ujhelyi: Sie kommt nur im östlichen Bosnien sowie westlichen Serbien vor.[9]
- Sesleria taygetea Hayek: Dieser Endemit kommt nur im südlichen Griechenland bis zum Peloponnes[11] vor.[9]
- Sesleria tenerrima (Fritsch) Hayek: Sie kommt auf der Balkanhalbinsel[9] bis zum griechischen Festland sowie auf Inseln der westlichen Ägäis[11] vor.
- Moor-Blaugras[12] (Sesleria uliginosa Opiz; aufgrund einer falschen Lektotypisierung der Erstbeschreibung von Linné wurde zeitweise diese Art fälschlich als Sesleria caerulea bezeichnet.[3][7]): Sie kommt in Schweden, Finnland, Polen, Tschechien, Österreich, Norditalien, Ungarn, Montenegro, Rumänien, Bulgarien und Westrussland vor; sie fehlt in Deutschland.
- Sesleria vaginalis Boiss. & Orph.: Sie kommt auf dem östlichen griechischen Festland, auf dem Peloponnes sowie auf Inseln der westlichen Ägäis vor.[9][13][11]
- Sesleria wettsteinii Dörfl. & Hayek: Sie kommt nur im Prokletije Massiv sowie der Paštrik vor.[9]

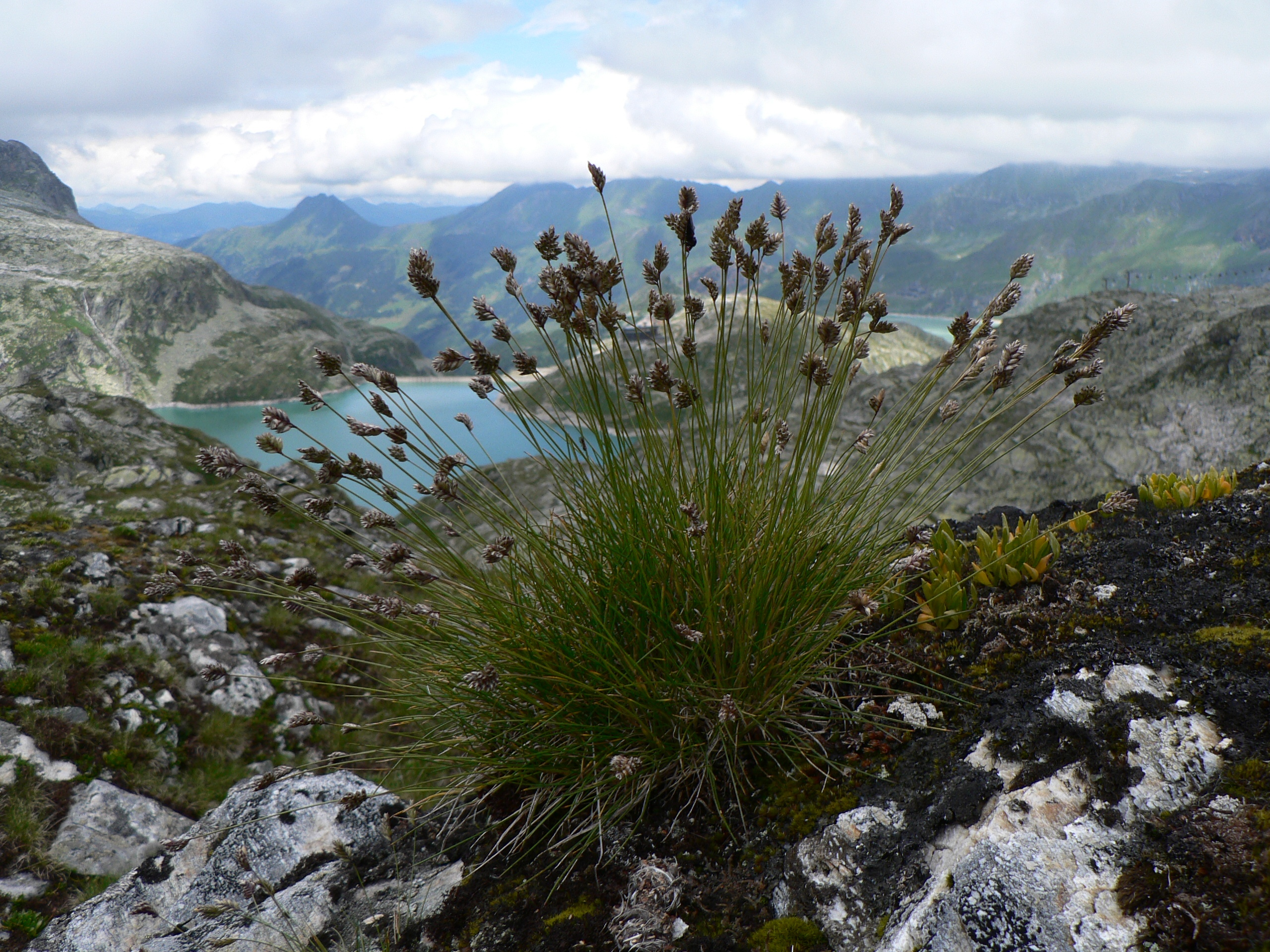
Zweizeiliges Blaugras (Oreochloa disticha)

Nicht mehr zur Gattung Sesleria werden bei einigen Autoren gerechnet (Stand 2006):
- Sesleria disticha (Wulfen) Pers. → Oreochloa disticha (Wulfen) Link[9]
- Sesleria leucocephala DC. → Sesleriella leucocephala (DC.) Deyl[9] dagegen wird sie bei GrassBase noch Sesleria leucocephala genannt.[8]
- Kugelkopf-Blaugras[12] (Sesleria sphaerocephala Ard.): Dieser Endemit gedeiht nur in den Südostalpen in der Schweiz, Österreich, Italien und Slowenien. → Sesleriella sphaerocephala (Ard.) Deyl ist die einzige Art der Gattung Sesleriella.[15][9]
- Zwerg-Blaugras oder Eiförmiges Blaugras[12] (Sesleria ovata (Hoppe) A.Kern.): Es gedeiht nur in den Alpen von Italien, Frankreich, Deutschland und Österreich bis Slowenien. → Psilathera ovata (Hoppe) Deyl ist die einzige Art der Gattung Psilathera gestellt.[16][15][9]